# Opius erythroicus
Opius erythroicus är en stekelart som beskrevs av Fischer 1978. Opius erythroicus ingår i släktet Opius och familjen bracksteklar. Inga underarter finns listade i Catalogue of Life.